# LMMS
LMMS (dříve Linux MultiMedia Studio) je aplikační program pro digitální zvukovou pracovní stanici. Umožňuje vytvářet hudbu aranžováním samplů, syntézou zvuků, zadáváním not pomocí klávesnice počítače nebo myši, hraním na MIDI klávesnici či kombinací funkcí trackeru a sekvenceru. Jedná se o svobodný software s otevřeným zdrojovým kódem, napsaný v prostředí Qt a vydaný pod licencí GPL-2.0-or-later.

## Systémové požadavky
LMMS je k dispozici pro Linux, MacOS a Windows. Vyžaduje procesor s frekvencí 1,5 GHz, 1 GB paměti RAM a dvoukanálovou zvukovou kartu.

## Funkce programu
LMMS přijímá zvukové fonty SoundFont a patche GUS a podporuje rozhraní Linux Audio Developer‘s Simple Plugin API (LADSPA) a LV2 . Lze používat zásuvné moduly VST v systémech Win32, Win64 nebo Wine32. Verze nightly podporuje Linux, MacOS i Windows.
Program dokáže importovat soubory MIDI (Musical Instrument Digital Interface) a Hydrogen, umí číst a zapisovat vlastní předvolby a témata. Zvuk lze exportovat ve formátech Ogg a WAV.
Projekty lze ukládat v komprimovaném formátu MMPZ nebo v nekomprimovaném formátu MMP.

## Editory
- Song Editor – pro aranžování nástrojů, samplů, skupin not, automatizaci a další
- Beat+Bassline Editor – pro rychlou sekvenci rytmů
- FX Mixer – pro posílání více zvukových vstupů přes skupiny efektů a jejich odesílání do jiných kanálů mixéru, je podporováno nekonečné množství kanálů
- Piano Roll – pro úpravu vzorů a melodie
- Automation Editor – umožňuje ovládat hodnotu libovolného automatizovatelného ovládacího prvku v libovolném okamžiku skladby